# Madeline Miller
Madeline Miller, född 24 juli 1978 i Boston i USA och uppväxt i New York och Philadelphia, är en amerikansk lärarinna och författare som har skrivit romanerna The Song of Achilles (2011) och Circe (2018). Båda romanerna är med på The New York Times bästsäljarlista. Hon tog bachelor- och masterexamen i klassisk litteratur från Brown University. Utöver examina har hon varit verksam vid konstnärliga och dramatiska fakulteten vid Yale på temat omvandling av klassiska verk för en modern publik.

## Författarskap
Miller tog tio år på sig att författa sin första roman medan hon jobbade som lärarinna i grekiska och latin på gymnasienivå. The Song of Achilles vann Women's Prize for Fiction 2012. Enligt Miller är det samtidigt kliché och alldeles korrekt att betrakta antikens historier som tidlösa och ständigt aktuella. Hon har sagt till The Guardian att hon fått sina influenser från bland andra David Mitchell, Lorrie Moore, Anne Carson och Vergilius. I en intervju med Booktopia valde hon Aeneiden, Den långa flykten och Betsy Lerners The forest for all the trees som några personliga favoriter. En passion för att läsa och skriva säger hon sig alltid ha haft, men uttrycker också tacksamhet för det stöd som hennes mamma, som arbetar som bibliotekarie, och flera av hennes lärare har bidragit med genom åren. 

### The Song of Achilles (2011)
Millers debutroman, och en bästsäljare enligt NYT, släpptes i september 2011 som ett resultat av tio års ansträngningar där romanens första färdigskrivna manuskript kasserades och arbetet fick börja om från början. Miller har sagt att hennes förhoppning med boken är att öka intresset för grekisk mytologi i allmänhet och Iliaden i synnerhet samt att motverka homofobi. Hon ville också behandla temat personligt ansvar med utgångspunkt i karaktärerna Akilles och Patroklos. För henne är Iliadens Patroklos ingen storvulen person utan "ordinär", i alla fall i relation till Akilles. Men samtidigt har han mer att erbjuda än han tror och lämnar ett stort avtryck. Den samtida människan är i Millers ögon ingen given Akilles, men kan ändå vara Patroklos genom att ställa sig frågan: vad är betydelsen av att vara en etisk person i en våldsam värld?
Boken återberättar romansen mellan krigaren Akilles och hans älskare Patroklos. Madeline Miller berättar att hon "snodde idén från Platon". I Iliaden sägs inte uttryckligen att relationen mellan de båda grekerna var en romans, men flera antika grekiska och romerska tänkare betraktade det som sant. Enligt Miller talar Akilles sätt att sörja Patroklos död, nämligen hans vägran att bränna liket och att han istället sörjer gråtandes med Patroklos döda kropp i sin famn, för att förhållandet var mer än platonisk vänskap. Miller samlade material från många antika grekiska och romerska författare för att väva ihop handlingen till boken.

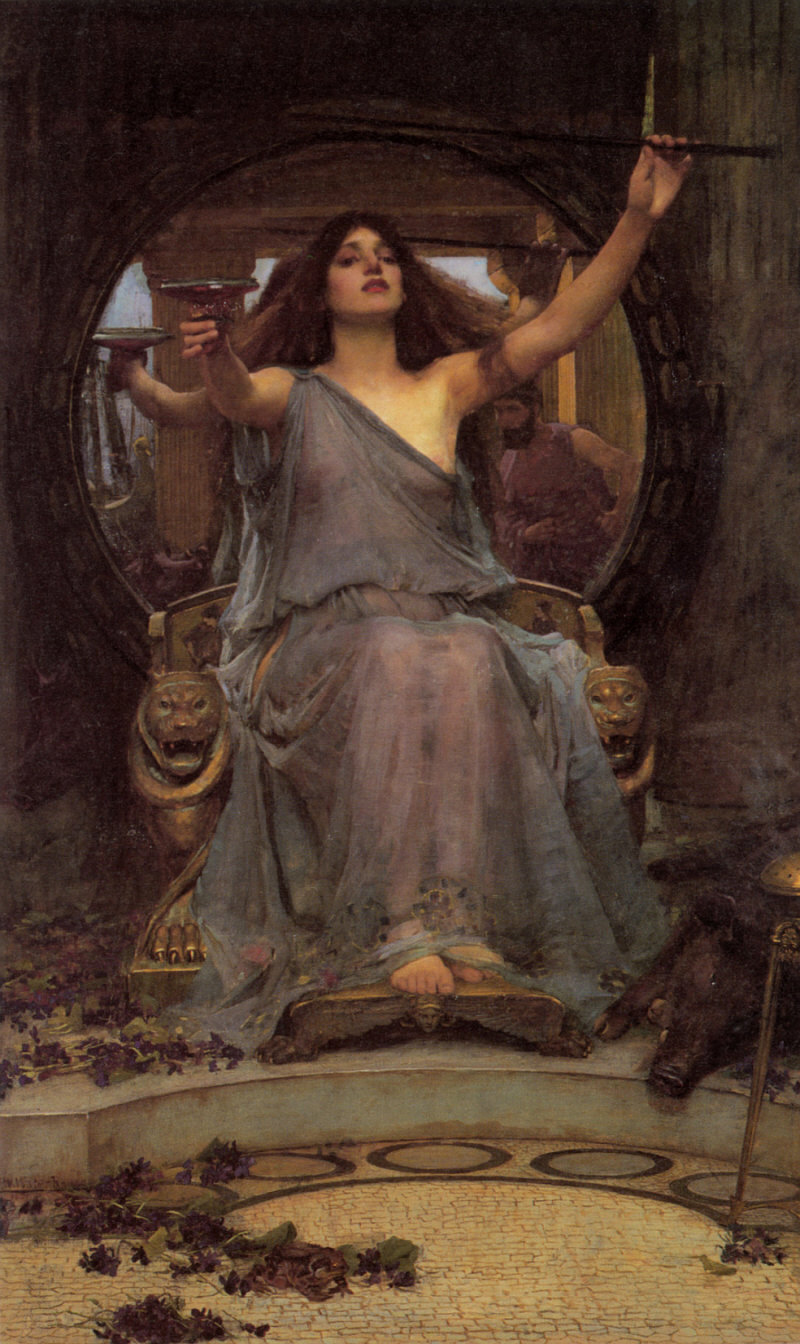
Kirke av John William Waterhouse, en av många bilder i Millers bildessä om nymfen

### Kirke (2018)
Millers andra roman (engelsk titel: Circe) och den första som översatts till svenska släpptes 10 april 2018 och nådde #1 på New York Times lista innan den släpptes i svensk översättning 1 augusti 2019. Boken berättas från den grekiska Nymfen Kirkes perspektiv. Omgiven av flera av den grekiska mytologins mest kända karaktärer styrs hennes liv till stor del av deras oförutsägbara nycker. Kirke har kallats "den första häxan i litteraturen" efter att i Odysséen ha förhäxat Odysseus och förvandlat hans manskap till svin. Boken har beskrivits som en feministisk roman och valts ut som en av årets bästa böcker av Time, Publishers Weekly och Waterstones.

### Övrig produktion
Miller har också skrivit noveller, varav verken Galaea och Heracle's Bow är publicerade i olika former. Hon har också skrivit essäer och bokrecensioner som publicerats i bland andra The Guardian, The Washington Post och The Wall Street Journal.

## TV-produktion
Kirke är under ombearbetning till en 8-delars miniserie producerad av HBO. Seriens produktionsteam inkluderar Rick Jaffa och Amanda Silver som båda var med och skrev delar av manuset till och producerade den nya Apornas planet-trilogin.

## Priser
The Song of Achilles belönades med Women's Prize for Fiction (då kallat Orangepriset) 2012 med motiveringen:
| ” | Detta är en mer än värdig vinnare - originell, passionerad, uppfinningsrik och upplyftande. Homeros hade varit stolt över henne. | „ |

Miller var också nominerad till årets författare 2012 av Stonewall-gruppen. Kirke vann pris för bästa skönlitterära verk och bästa ljudbok på Indie choice awards. Och Miller nominerades återigen som en av fem författare till 2019 års Women's Prize for Fiction, men priset gick istället till Tayari Jones.